# HV71
HV 71 je hokejaški klub iz Jönköpinga u Švedskoj. 
Utemeljen je 24. svibnja 1971. spajanjem klubova Husqvarne IF i Vätterstadsa IK. 
HV 71 drži mjesto u švedskoj 1. ligi, Elitserienu, od 1985/1986. godine.

## Uspjesi
Švedski prvaci: 1995. i 2004.

## Zanimljivosti
Jedno vrijeme 1990-ih godina, HV 71 su nazivali Blue Bulls.

## Vanjske poveznice
- Službene stranice  Arhivirana inačica izvorne stranice od 4. siječnja 2006. (Wayback Machine)